# Aislinn Paul
Aislinn Paul (Toronto, Ontario, 5 de marzo de 1994) es una actriz canadiense, más conocida por su papel en Degrassi: The Next Generation como Clare Edwards, la hermana menor de Darcy Edwards.

## Carrera
Sus papeles anteriores incluyen Hannah Woodal en Wild Card, Amber en la película de CBS, Candles on Bay Street, Isabella en las series de HBO Tell Me You Love Me, Y Alexa Ammon en Murder in the Hamptons.

## Filmografía
| Año       | Título                        | Papel              | Notas                                                                 |
| --------- | ----------------------------- | ------------------ | --------------------------------------------------------------------- |
| 2000      | The Famous Jett Jackson       | Chica #1           | Episodio: "Business as Usual"                                         |
| 2001      | Doc                           | Emily Slater Lindy | Episode: "Pilot: Part 1" Episodio: "Family Matters"                   |
| 2001      | In a Heartbeat                | Chelsea            | Episodio: "Be True to Your School" Episodio: "Time's Up"              |
| 2001      | Sister Mary Explains It All   | Angel              | Película de televisión                                                |
| 2003      | Do or Die                     | Heather            | Película de televisión                                                |
| 2003      | Betrayed                      | Bonnie             | Película de televisión                                                |
| 2003-2005 | Wild Card                     | Hannah Woodall     | 36 episodios                                                          |
| 2005      | Murder in the Hamptons        | Alexa Ammon        | Película de televisión                                                |
| 2006      | Candles on Bay Street         | Amber              | Película de televisión                                                |
| 2006–2015 | Degrassi: The Next Generation | Clare Edwards      | Estrella invitada(temporadas 6 y 7); Series Regular (Temporadas 8-14) |
| 2007      | Tell Me You Love Me           | Isabella           | 10 episodios                                                          |
| 2008      | Finn on the Fly               | Chloe              |                                                                       |
| 2010      | Harriet the Spy: Blog Wars    | Beth Ellen         | Película de televisión                                                |
| 2010      | Trigger                       | Rocker Chick #3    |                                                                       |
| 2014      | Reign                         | Maid               | 1 Episodio «Dirty Laundry»                                            |
| 2014      | Rick and Morty                | Estrella invitada  | 1 Episodio                                                            |
| 2014      | Haven                         | Grace              | 1 episodio                                                            |
| 2015      | Heroes Reborn                 | Phoebe Frady       | Recurring Cast                                                        |

- Datos: Q4699213